# 近藤志げる
近藤 志げる（こんどう しげる、1932年12月17日 - ）は、主に昭和から平成にかけて活動した漫談家である。

## 人物・芸歴
兵庫県神戸市出身。1952年上京し、1953年にボーイズの東京ポンチのメンバーになる。その後、アコーディオンを持ち、銀座の流しを経て、銀座に生伴奏で歌わせる店を開店。立川談志の目にとまり、1981年に落語協会加入し、寄席などへの出演も行う。1982年頃から野口雨情などの童謡をテーマとする演目を舞台にかけるようになる。1995年（平成7年度）に文化庁芸術祭参加し、野口雨情没後50年記念公演「志げるとアコーディオンと童謡と」（10月30日なかの芸能小劇場）で、演芸部門優秀賞を受賞した。

## 作品

### CD
『日本の叙情 アコーディオン歌語り 野口雨情・西條八十の世界』（オーマガトキ、2007年11月21日）OMCA-1078

## 参考資料
1. ↑  『読売新聞』1997年6月8日日曜版4頁「うた物語・僕は雨情になりたい」
2. ↑  日外アソシエーツ「日本人物レファレンス事典・芸能篇Ⅰ」282頁（2014年）
3. ↑  日外アソシエーツ「音楽・芸能賞事典90/95」5頁（1996年）